# Maqsut Schumajew
Maqsut Saghyntajuly Schumajew (kasachisch Мақсұт Сағынтайұлы Жұмаев; russisch Максут Сагинтаевич Жумаев Maxut Sagintajewitsch Schumajew; engl. Schreibweise Maksut Zhumayev; * 1. Januar 1977 in Fjodorowka bei Uralsk, Kasachische SSR) ist ein kasachischer Bergsteiger. Gemeinsam mit Wassili Piwzow hat er alle Achttausender bestiegen. Die beiden sind die 26. und 27. Bergsteiger, die dies schafften. Schumajew absolvierte die Besteigungsserie außerdem ohne die Zuhilfenahme von Flaschensauerstoff, was vor ihm nur elf weiteren gelungen war. Piwzow war am Mount Everest gezwungen, auf Notfallsauerstoff zurückzugreifen. Den Gipfel des K2 als seinen 14. und letzten Achttausender erreichte er am 23. August 2011, am selben Tag wie außer Piwzow auch Dariusz Załuski und Gerlinde Kaltenbrunner.

## Achttausender-Besteigungen
1. 13. August 2001: Hidden Peak[3]
2. 2001: Gasherbrum II[4]
3. 13. Mai 2002: Kangchendzönga[5]
4. 25. Oktober 2002: Shishapangma[6]
5. 17. Juni 2003: Nanga Parbat[7]
6. 18. Juli 2003: Broad Peak[4]
7. Mai 2004: Makalu[4]
8. Mai 2005: Cho Oyu[4]
9. 2. Mai 2006: Dhaulagiri[8]
10. 19. Mai 2006: Annapurna[8]
11. 30. April 2007: Mount Everest[9]
12. 14. Mai 2008: Manaslu[8]
13. 16. Mai 2010: Lhotse[10]
14. 23. August 2011: K2[11]